# التركيبة السكانية في أوزبكستان

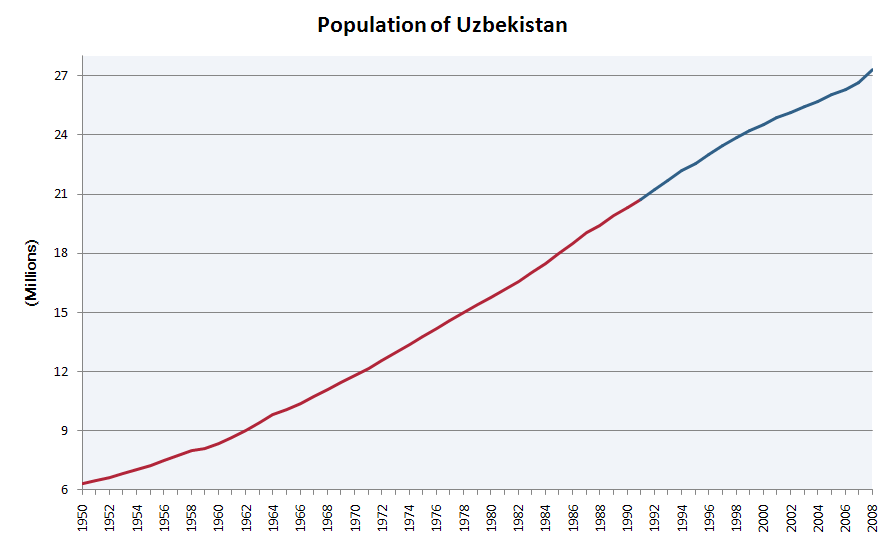
سكان أوزبكستان (بالملايين): 1950 – 1 يناير 2008

تشمل السمات الديموغرافية لسكان أوزبكستان النمو السكاني، والكثافة السكانية، والعرق، ومستوى التعليم، والصحة، والوضع الاقتصادي، والانتماءات الدينية، وجوانب أخرى من السكان. جنسية الشخص من أوزبكستان هي أوزبكستانية، بينما تطلق الأغلبية العرقية الأوزبكية على أنفسهم اسم الأوزبك. معظم البيانات تقديرية لأن آخر تعداد تم إجراؤه في العهد السوفييتي في عام 1989.